# 1947 en basket-ball
Chronologie du basket-ball
1946 en basket-ball - 1947 en basket-ball - 1948 en basket-ball
Les faits marquants de l'année 1947 en basket-ball :

## Avril
- 27 avril au 3 mai : Championnat d'Europe masculin : URSS.

## Récapitulatifs des principaux vainqueurs de compétitions 1946-1947

### Masculins
| Europe - France : Paris UC. - Grèce : Panathinaïkós Athènes. - Italie : Virtus Bologne. - URSS : SKIF Kaunas. - Yougoslavie : Étoile rouge de Belgrade. | Amériques - Basketball Association of America : Philadelphia Warriors. | Afrique, Asie, Océanie |

### Féminines
| Europe - Espagne : non disputé (création en 1964). - France : US Métro Paris. - Grèce : non disputé (création en 1968). - Italie : Bernocchi Legnano. | Amériques | Afrique, Asie, Océanie |